# Hausflur

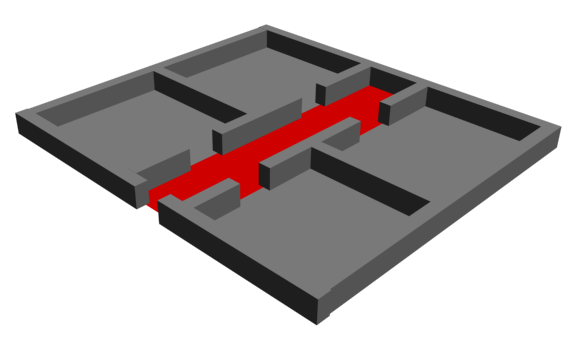
Flur schematisch (rot hervorgehoben)

Als Hausflur oder kurz Flur wird der längliche Verbindungsraum in einem Haus bezeichnet, der unmittelbar an den Hauseingang angrenzt und von dem aus die weiteren Innenräume zugänglich sind. Er hat oft den länglichen Grundriss eines Korridors. 

## Bauformen und Abgrenzung
Bei städtischen Mietshäusern stellt der Hausflur im eigentlichen Sinne die Verbindung zwischen Haustor, Treppenhaus/Liftanlage und allfällig Hof her. In entsprechender Weise wird im Geschosswohnungsbau der Begriff Wohnungsflur für den Raum zwischen Wohnungstür und den einzelnen Zimmern genutzt.

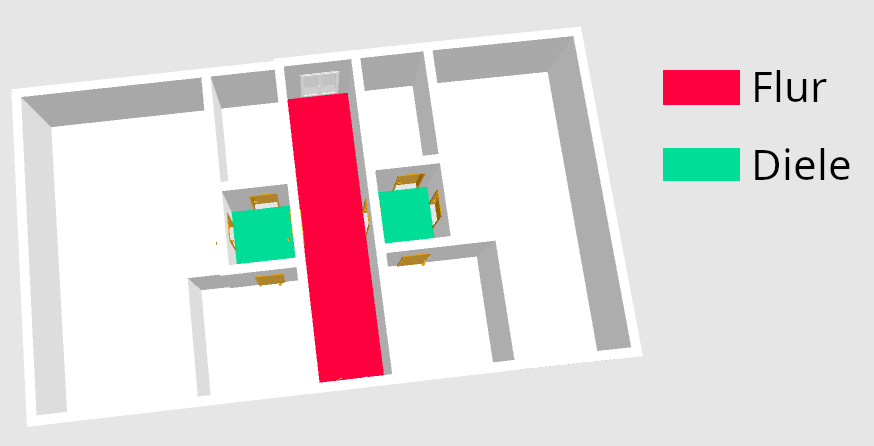
Unterscheidung zwischen Flur und Diele

Bei einem nicht länglichen Grundriss spricht man von einer Diele. In Mietshäusern gelangt man über den Flur in die Diele der Wohnung. Die Diele ist der Verbindungsraum zwischen der Wohnungstüre und den einzelnen Zimmern der Wohnung.
Der Windfang ist ein kleiner Raum hinter der Außentür eines Gebäudes, der mit einer weiteren Tür von den dahinter liegenden Räumen getrennt ist – dasselbe außen angestellt ist das Vorhäuschen. Oft schließt noch der Hausflur an einen Windfang oder ein Vorhäuschen an.
Besondere Repräsentationsformen sind:
- Foyer oder Lobby – ein großer Vorraum in einem öffentlichen Gebäude
- Vestibül – eine repräsentative Eingangshalle

Ist der entsprechende Raum fahrbar, spricht man von Gebäudeeinfahrt, dann sind Flur wie Stiegenhaus oft in diese integriert oder auch halboffen daran angeschlossen.
In den Bereichen Baurecht und Brandschutz ist der Begriff notwendiger Flur von Bedeutung. Dieser bezeichnet den Rettungsweg zwischen einzelnen Zimmern oder Nutzungseinheiten in das Treppenhaus respektive ins Freie. Weil es solche Vorschriften wie auch die über die Gebäudeerschließung im Allgemeinen seit der früheren Neuzeit gibt, sind die Bauformen in Bezug auf den Flur auch bei traditionellen Hausanlagen stark von den jeweiligen lokalen Bauvorschriften beeinflusst. Bei Mehrfamilienhäusern wird der Flur notwendigerweise von allen Mietparteien benutzt, wobei Hausordnungen die Art der Benutzung meist genauer regeln, so ist beispielsweise häufig das Abstellen größerer Gegenstände untersagt.

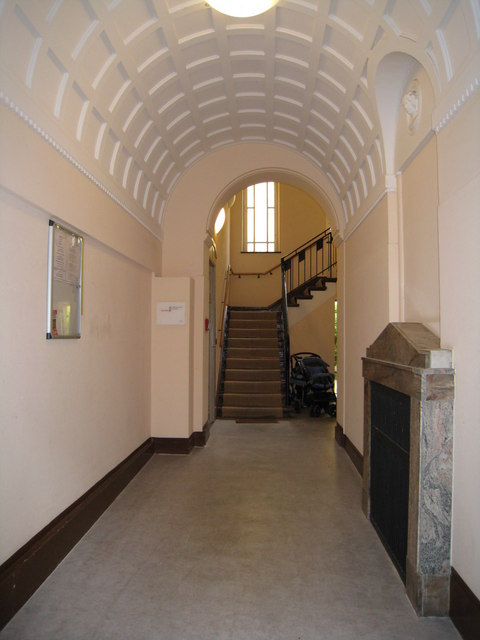
Hausflur in einem Berliner Mietshaus
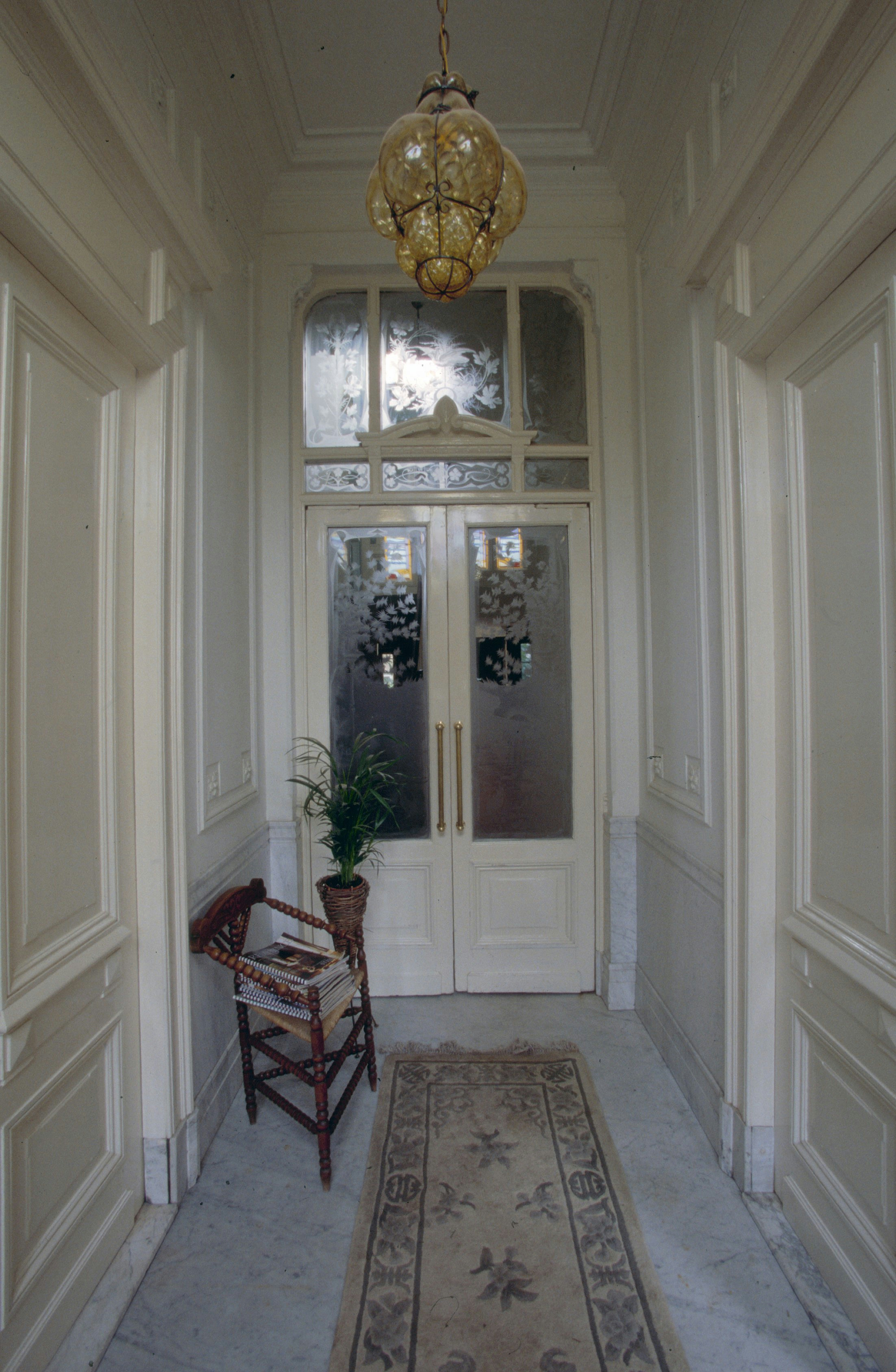
Flur in einer niederländischen Villa
Flur in einem alten Wohnhaus in Kentucky
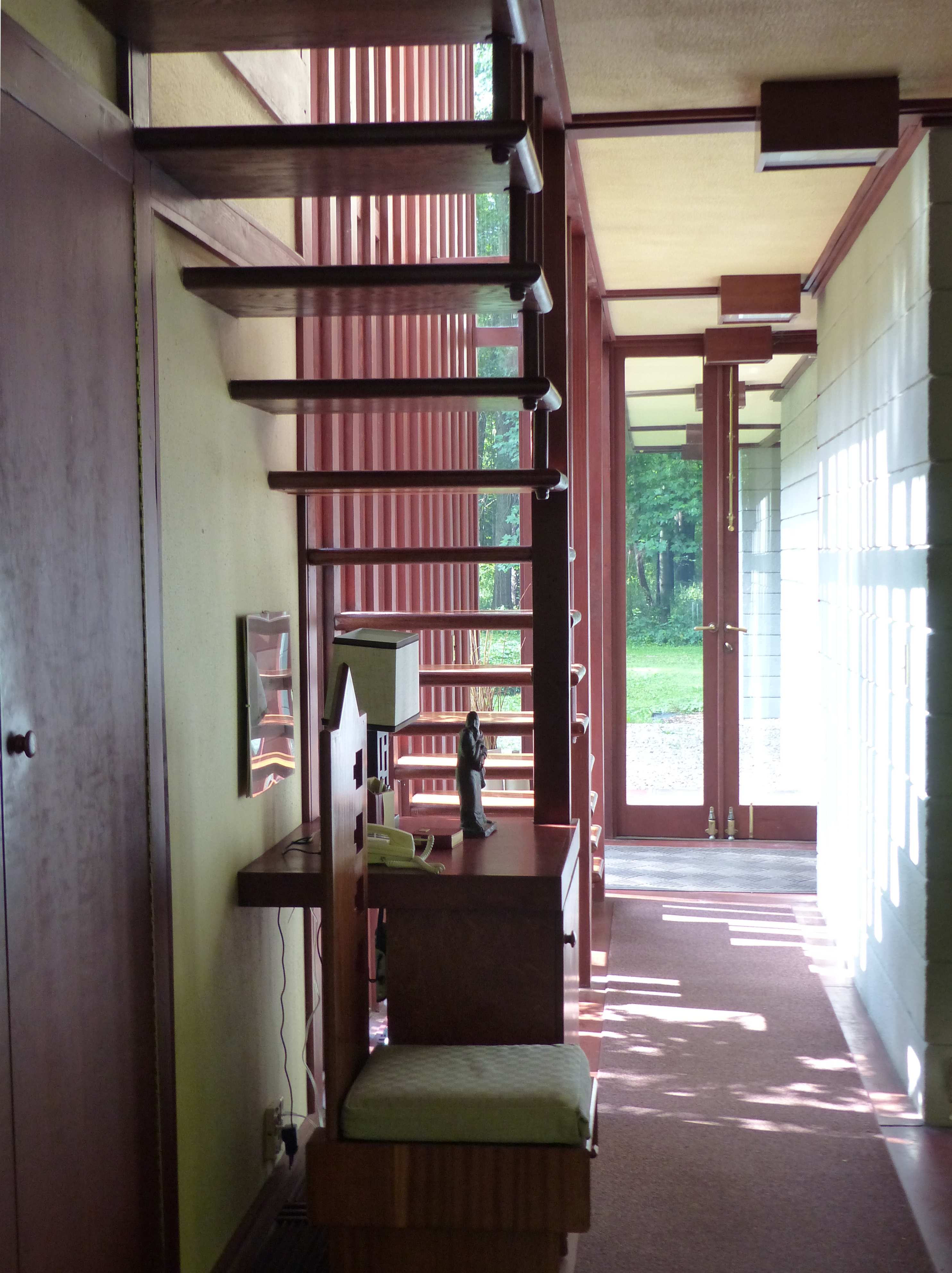
Flur in Frank Lloyd Wrights Louis Penfield House (1955)
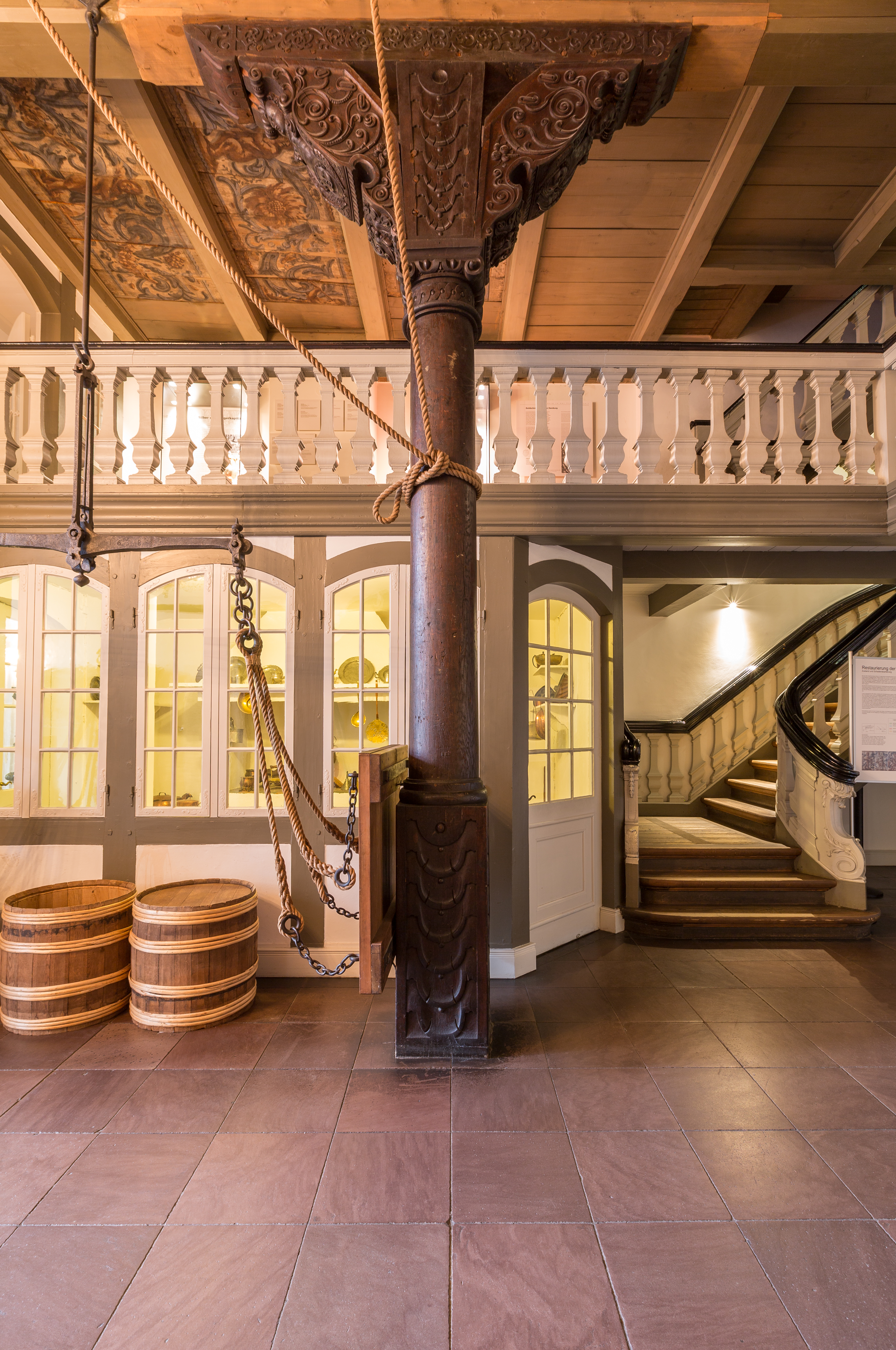
Mehrstöckige Diele in einem Althamburger Bürgerhaus

## Regionale und bauliche Namensvarianten
In der Schweiz, in Österreich und in vielen Teilen Süddeutschlands wird der Hausflur Gang genannt, sonst ist Korridor, Gang die allgemeine Bezeichnung für jeden langen Verbindungsraum im Inneren eines Gebäudes.
In Kärnten und der Steiermark findet sich das alte Wort Lab'n. Im Fränkischen wird er Ern genannt, früher wurden in ganz Süddeutschland die Bezeichnungen Öhrn, Aehrn oder Hausährn verwendet. Im ostbayerischen Raum wurde auch der Ausdruck Fletz (von mittelhochdeutsch vletze) benutzt.
Nach der prinzipiellen Lage des Flurs im Grundriss und damit der Haustüre in der Fassade unterscheidet man traditionelle Bauformen wie das Querflurhaus (Haustüre traufseitig), Längsflurhaus (Tür giebelseitig), Seitenflurhaus (Flur seitlich angesetzt oder integriert) und Mittelflurhaus (Hauseingang zentral in Gebäudemitte).
Oft sind die Funktion des Flurs und die des Treppenhauses miteinander kombiniert, der Flur leitet ohne Trennung zur Treppe, und diese mündet in einen Obergeschossflur.
- Der Begriff Diele wird im niederdeutschen Raum oft als Synonym für den Hausflur verwendet, kann aber auch den über mehrere Geschosse reichenden Raum mit Treppe bezeichnen (siehe Dielenhaus und Hallenhaus).
- Das entsprechende oberdeutsche Wort Vorhaus bezeichnet denselben Sachverhalt, es bezieht sich darüber hinaus auf alle Übergangsformen zwischen außen angesetzten baulichen Zugangsbereichen und denen im Inneren.